# Giulio Mancini
Giulio Mancini (Siena, 21 de febrero de 1558-Roma, 22 de agosto de 1630) fue un médico y escritor italiano. Se trasladó a Roma en 1592 donde hizo una brillante carrera de medicina y llegó a ser médico personal del Papa Urbano VIII en 1623.

## Biografía
Aficionado a la pintura, también fue coleccionista de arte y sus escritos sobre artistas contemporáneos son una fuente importante de nuestro conocimiento sobre artistas barrocos, como Caravaggio, Annibale Carracci o Nicolás Poussin y otros pintores manieristas como El Greco.
Su obra Considerazioni sulla pittura (Consideraciones sobre la pintura), de 1620 está dividida en dos partes: la primera presenta las biografías de grandes artistas contemporáneos como Caravaggio y Carracci, la segunda parte tiene una función práctica, como el conseguir reconocer un trabajo original de una copia, la creación y distribución de obras en una galería de arte o cómo distinguir las distintas fechas y escuelas. Como gran conocedor y escritor del arte, escribió Viaggio per Roma (Viaje por Roma para ver las pinturas que se encuentran en ella) en 1623-1624 (publicado en 1923) y un Tratado (que no sería editado hasta 1956-1957 por la Accademia dei Lincei). Sus obras son de gran interés como fuente primaria para el arte manierista y el barroco temprano.